# 梅德斯海姆
梅德斯海姆是德国莱茵兰-普法尔茨州的一个市镇。总面积13.15平方公里，总人口1310人，其中男性665人，女性645人（2011年12月31日），人口密度100人/平方公里。